# Burak Kardeş
Burak Kardeş (Beverlo, 22 maart 1994) is een Turks-Belgisch voetballer die bij voorkeur als rechtsback speelt. Hij debuteerde op 3 augustus 2013 voor Jong PSV tegen Sparta Rotterdam.
Kardes speelde sinds 2005 in de jeugdopleiding van PSV. In januari 2013 was hij op proef bij Fenerbahce SK. In februari 2014 ging hij naar Osmanlıspor dat hem in augustus van dat jaar verhuurde aan Bugsaşspor. In 2016 werd zijn contract ontbonden. Hij liep tevergeefs stage bij Roda JC Kerkrade en sloot begin 2017 aan bij het Belgische KVV Thes Sport Tessenderlo.
Hij was Turks jeugdinternational.

## Statistieken
| Seizoen         | Club            |                    | Competitie      | Competitie | Competitie | Beker | Beker | Internationaal | Internationaal | Totaal | Totaal |
| Seizoen         | Club            | Wed.               | Competitie      | Dlp.       | Wed.       | Dlp.  | Wed.  | Dlp.           | Wed.           | Dlp.   |        |
| --------------- | --------------- | ------------------ | --------------- | ---------- | ---------- | ----- | ----- | -------------- | -------------- | ------ | ------ |
| 2013/14         | Jong PSV        | Vlag van Nederland | Eerste divisie  | 1          | 0          | 0     | 0     | -              | -              | 1      | 0      |
| Club totaal     | Club totaal     | Club totaal        | Club totaal     | 1          | 0          | 0     | 0     | 0              | 0              | 1      | 0      |
| Carrière totaal | Carrière totaal | Carrière totaal    | Carrière totaal | 1          | 0          | 0     | 0     | 0              | 0              | 1      | 0      |

Bijgewerkt t/m 3 augustus 2013